# Liste des sites Ramsar en Inde
La convention de Ramsar recense les zones humides d'importance internationale par leur biodiversité et les services qu'elles rendent aux populations humaines, elle est entrée en vigueur en Inde le 1er février 1982.
En mars 2022, le pays compte 49 sites Ramsar, couvrant une superficie de 10 936,36 km2.

## Zones humides en Inde
En Inde, les zones humides couvrent une superficie de 15,25 millions d'hectares, soit 4,63 % du territoire national environ, dont 10,56 millions à l'intérieur des terres et 4,14 millions sur les côtes.

## Protection
- 1985 : mise en place du premier programme national de conservation des zones humides ;
- 2006 : réglementation environnementale nationale ;
- 2010 : interdiction de certaines activités dans les zones humides et création de « l'autorité centrale de régulation des zones humides » par la loi (de conservation et gestion) des zones humides centrales ;
- 2015 : fusion du programme national de conservation des zones humides et du plan de conservation des lacs ;
- 2016 et 2017 : différents amendements à la loi de 2010.

Si beaucoup a été fait sur le papier pour protéger les zones humides de l'Inde, les données de terrain montrent la situation sous un jour différent : les lois et programmes n'atteignent pas leurs objectifs.

## Liste
| Site                                                     | État/Territoire                  | Notes                                    | Date              | Superficie (km²) | Altitude (m) | Identifiant Ramsar | Identifiant WDPA | Coordonnées                       | Photo |
| -------------------------------------------------------- | -------------------------------- | ---------------------------------------- | ----------------- | ---------------- | ------------ | ------------------ | ---------------- | --------------------------------- | ----- |
| Lac Chilika                                              | Odisha                           |                                          | 1er octobre 1981  | 1 165,00         |              | 229                | 68005            | 19° 42′ nord, 85° 21′ est         |       |
| Parc national de Keoladeo                                | Rajasthan                        |                                          | 1er octobre 1981  | 28,73            |              | 230                | 68006            | 27° 13′ 01″ nord, 77° 31′ 59″ est |       |
| Lac Wular (en)                                           | Jammu-et-Cachemire               |                                          | 23 mars 1990      | 189,00           |              | 461                | 68007            | 34° 16′ 01″ nord, 74° 33′ 00″ est |       |
| Lac Harike (en)                                          | Pendjab                          |                                          | 23 mars 1990      | 41,00            |              | 462                | 68008            | 31° 13′ 01″ nord, 75° 12′ 00″ est |       |
| Lac Loktak                                               | Manipur                          |                                          | 23 mars 1990      | 266,00           |              | 463                | 68009            | 24° 25′ 59″ nord, 93° 49′ 01″ est |       |
| Lac Sambhar                                              | Rajasthan                        |                                          | 23 mars 1990      | 240,00           | 1 - 2        | 464                | 68010            | 27° nord, 75° est                 |       |
| Kanjli (en)                                              | Pendjab                          |                                          | 22 janvier 2002   | 1,83             | 210          | 1160               | 900695           | 31° 25′ 01″ nord, 75° 22′ 01″ est |       |
| Ropar (en)                                               | Pendjab                          |                                          | 22 janvier 2002   | 13,65            | 275          | 1161               | 900696           | 31° 01′ 01″ nord, 76° 30′ 00″ est |       |
| Lac Ashtamudi (en)                                       | Kerala                           |                                          | 19 août 2002      | 61,40            | 10           | 1204               | 900768           | 8° 57′ 00″ nord, 76° 34′ 59″ est  |       |
| Mangroves de Bhitarkanika (en)                           | Odisha                           |                                          | 19 août 2002      | 650,00           | 2 - 4        | 1205               | 900769           | 20° 39′ nord, 86° 54′ est         |       |
| Zone humide de Bhoj (en)                                 | Madhya Pradesh                   |                                          | 19 août 2002      | 32,01            | 523          | 1206               | 900795           | 23° 13′ 59″ nord, 77° 19′ 59″ est |       |
| Dipor Bil (en)                                           | Assam                            |                                          | 19 août 2002      | 40,00            | 53           | 1207               | 900771           | 26° 07′ 59″ nord, 91° 39′ 00″ est |       |
| Zones humides orientales de Calcutta (en)                | Bengale-Occidental               |                                          | 19 août 2002      | 125,00           | 2            | 1208               | 900772           | 22° 27′ nord, 88° 27′ est         |       |
| Lac Kolleru (en)                                         | Andhra Pradesh                   |                                          | 19 août 2002      | 901,00           | 0 - 5        | 1209               | 900773           | 16° 37′ 01″ nord, 81° 12′ 00″ est |       |
| Sanctuaire faunique et ornithologique de Pointe Calimère | Tamil Nadu                       |                                          | 19 août 2002      | 385,00           | 0 - 6        | 1210               | 900774           | 10° 19′ 01″ nord, 79° 37′ 59″ est |       |
| Lac Pong (en)                                            | Himachal Pradesh                 |                                          | 19 août 2002      | 156,62           | 450          | 1211               | 900775           | 32° 01′ 01″ nord, 76° 04′ 59″ est |       |
| Lac Sasthamcotta (en)                                    | Kerala                           |                                          | 19 août 2002      | 3,73             | 33           | 1212               | 900776           | 9° 01′ 59″ nord, 76° 37′ 01″ est  |       |
| Tso Moriri (en)                                          | Jammu-et-Cachemire               |                                          | 19 août 2002      | 120,00           | 4 595        | 1213               | 900777           | 32° 54′ nord, 78° 18′ est         |       |
| Zone humide Vembanad-Kol                                 | Kerala                           |                                          | 19 août 2002      | 1 512,50         | 1 - 2        | 1214               | 900778           | 9° 49′ 59″ nord, 76° 45′ 00″ est  |       |
| Zone humide du Chandra Taal                              | Himachal Pradesh                 |                                          | 8 novembre 2005   | 0,49             | 4 337        | 1569               | 902824           | 32° 28′ 59″ nord, 77° 36′ 00″ est |       |
| Zone humide de Hokera (en)                               | Jammu-et-Cachemire               |                                          | 8 novembre 2005   | 13,75            | 1 584        | 1570               | 902825           | 34° 04′ 59″ nord, 74° 42′ 00″ est |       |
| Lac Renuka (en)                                          | Himachal Pradesh                 |                                          | 8 novembre 2005   | 0,20             | 660          | 1571               | 902826           | 31° 37′ 01″ nord, 77° 27′ 00″ est |       |
| Lac Rudrasagar (en)                                      | Tripura                          |                                          | 8 novembre 2005   | 2,40             | 7 - 16       | 1572               | 902827           | 23° 28′ 59″ nord, 91° 16′ 01″ est |       |
| Lacs Surinsar-Mansar (en)                                | Jammu-et-Cachemire               |                                          | 8 novembre 2005   | 3,50             | 605 - 710    | 1573               | 902828           | 32° 45′ nord, 75° 12′ est         |       |
| Haut-Gange                                               | Uttar Pradesh                    |                                          | 8 novembre 2005   | 265,90           | 183 - 205    | 1574               | 902829           | 28° 33′ nord, 78° 12′ est         |       |
| Nal Sarovar (en)                                         | Gujarat                          |                                          | 24 septembre 2012 | 120,00           | 9            | 2078               | 555555579        | 22° 46′ 34″ nord, 72° 02′ 20″ est |       |
| Zone humide des Sundarbans                               | Bengale-Occidental               | Également protégée au patrimoine mondial | 30 janvier 2019   | 4 230,00         | 6            | 2370               |                  | 21° 46′ 30″ nord, 88° 42′ 50″ est |       |
| Réserve de conservation d'Asan                           | Uttarakhand                      |                                          | 21 juillet 2020   | 4,444            |              | 2437               |                  | 30° 15′ 36″ nord, 77° 24′ 21″ est |       |
| Sanctuaire de Bakhira (en)                               | Uttar Pradesh                    |                                          | 29 juin 2021      | 28,94            |              | 2465               |                  | 26° 32′ 37″ nord, 83° 04′ 29″ est |       |
| Sanctuaire de Bhindawas (en)                             | District de Rohtak, Haryana      |                                          | 25 mai 2021       | 4,12             |              | 2459               |                  | 28° 19′ 12″ nord, 76° 19′ 48″ est |       |
| Zone humide de Haiderpur (en)                            | Uttar Pradesh                    |                                          | 13 avril 2021     | 69,08            |              | 2453               |                  | 29° 14′ 45″ nord, 78° 00′ 21″ est |       |
| Zone humide de Kabartal                                  | District de Begusarai, Bihar     |                                          | 21 juillet 2020   | 26,20            |              | 2436               |                  | 25° 22′ 14″ nord, 86° 04′ 56″ est |       |
| Sanctuaire ornithologique de Khijadiya (en)              | District de Jamnagar, Gujarat    |                                          | 13 avril 2021     | 51,17            |              | 2464               |                  | 22° 18′ 19″ nord, 70° 05′ 04″ est |       |
| Cratère de Lonar                                         | District de Buldana, Maharashtra |                                          | 22 juillet 2020   | 4,27             |              | 2441               |                  | 19° 58′ 33″ nord, 76° 30′ 30″ est |       |
| Nandur Madhameshwar (en)                                 | District de Nashik, Maharashtra  |                                          | 21 juin 2019      | 14,37            |              | 2410               |                  | 20° 01′ 18″ nord, 74° 06′ 24″ est |       |
| Sanctuaire de Nangal (en)                                |                                  |                                          | 26 septembre 2019 | 1,16             |              | 2407               |                  | 31° 23′ 46″ nord, 76° 22′ 16″ est |       |
| Réserve de Beas (en)                                     | Pendjab                          |                                          | 26 septembre 2019 | 64,289           |              | 2408               |                  | 31° 23′ 41″ nord, 75° 11′ 40″ est |       |
| Réserve communautaire de Keshopur-Miani                  | District de Gurdaspur, Pendjab   |                                          | 26 septembre 2019 | 3,439            |              | 2414               |                  | 32° 05′ 34″ nord, 75° 23′ 23″ est |       |
| Sanctuaire ornithologique de Nawagbanj (en)              | District d'Unnao, Uttar Pradesh  |                                          | 19 septembre 2019 | 2,246            |              | 2412               |                  | 26° 36′ 49″ nord, 80° 39′ 17″ est |       |
| Sanctuaire ornithologique de Parvati Arga (en)           |                                  |                                          | 2 décembre 2019   | 7,22             |              | 2416               |                  | 26° 56′ 09″ nord, 82° 09′ 45″ est |       |
| Sanctuaire ornithologique de Saman (en)                  | Uttar Pradesh                    |                                          | 2 décembre 2019   | 5,263            |              |                    |                  | 27° 00′ 56″ nord, 79° 10′ 36″ est |       |
| Sanctuaire ornithologique de Samaspur (en)               |                                  |                                          | 3 octobre 2019    | 7,994            |              | 2415               |                  | 25° 59′ 44″ nord, 81° 23′ 19″ est |       |
| Sanctuaire ornithologique de Sandi (en)                  |                                  |                                          | 26 septembre 2019 | 3,085            |              | 2409               |                  |                                   |       |
| Sarsai Nawar Jheel (en)                                  | District d'Etawah, Uttar Pradesh |                                          | 19 septembre 2019 | 1,613            |              | 2411               |                  | 26° 58′ 08″ nord, 79° 15′ 02″ est |       |
| Parc national de Sultanpur                               | District de Gurgaon, Haryana     |                                          | 25 mai 2021       | 1,43             |              | 2457               | 17547            | 28° 27′ 54″ nord, 76° 53′ 31″ est |       |
| Sur Sarovar (en)                                         | District d'Agra, Uttar Pradesh   |                                          | 21 août 2021      | 4,31             |              | 2440               |                  | 27° 15′ 06″ nord, 77° 50′ 24″ est |       |
| Lac Thol (en)                                            |                                  |                                          | 5 avril 2021      | 6,99             |              | 2458               |                  | 23° 08′ 29″ nord, 72° 24′ 39″ est |       |
| Tso Kar (en)                                             | District de Leh, Ladakh          |                                          | 17 novembre 2020  | 95,77            |              | 2443               |                  | 33° 17′ 53″ nord, 78° 00′ 42″ est |       |
| Zone humide de Wadhvana                                  | district de Vadodara, Gujarat    |                                          | 5 avril 2021      | 6,30             |              | 2454               |                  | 22° 10′ 19″ nord, 73° 29′ 12″ est |       |
| Lac Ansupa (en)                                          | District de Cuttack, Odisha      |                                          | 12 octobre 2021   | 2,31             |              | 2487               |                  | 20° 27′ 36″ nord, 85° 36′ 11″ est |       |
| Zone humide de Pala (Palak Dil (en))                     | Mizoram                          |                                          | 31 août 2021      | 18,5             |              | 2484               |                  | 22° 11′ 49″ N, 92° 54′ 07″ E      |       |
|                                                          |                                  |                                          |                   |                  |              |                    |                  |                                   |       |